# 邱永漢
邱永漢（1924年3月28日—2012年5月16日），臺灣裔日本作家、實業家與經濟評論家，本名邱炳南，出生於日治台灣臺南市，後改名為永漢，此後長居於日本，被譽為「日本股神」、「賺錢之神」。其亦在台創辦永漢日語、永漢國際書局及《財訊》雜誌等。

## 成長背景
邱永漢是臺南望族長子，父親邱清海是有名的臺灣實業家，母親堤八重則是久留米出生的日本人。自幼在臺南州臺南市高砂町長大，這一帶在日治時期是本島人聚居處。戰後，高砂町因有東嶽殿而改名為武穆街，後發現命名有誤再改為建國路，今則編為民權路一段。由於前台南市市長張燦鍙及前立法委員王幸男、王育德、林宗正及何康美等推動台灣獨立運動人士亦居住於此，該路也有「台獨街」之稱。
小學畢業後就負笈台北，就讀臺北高等學校第16屆文甲科，與王育德是同學，1942年（昭和17年）後就讀東京帝國大學經濟學部，大學期間曾因在定期考試中發表對日本帝國主義的批判言論而差點遭退學，當時邱永漢回歸中國的心願堅定，不僅和當時在日本讀書的中國同學走得很近，還想偷渡到中國大陸去。結果被日本憲兵視為「有中國間諜嫌疑」而被關了一個禮拜。
學成後返台初期無業時想用漁船走私糖到日本，因不熟潮汐，漁船擱淺損毀而失敗，後繼承家業，曾經營過建築公司、當過臺北市私立延平中學英語教師、華南銀行的智庫研究人員等。

## 二二八事件後
1947年爆發二二八事件後，時任華南銀行調查課課長邱永漢與其他人聯名向聯合國提出請願，並透過美聯社與合眾社廣為傳播，認為「決定台灣未來地位時，應訴諸公民投票」（應曾受1945年外蒙古獨立公民投票之啟發，亦為2004年公民投票法之先聲），他也在台灣獨立理論與運動的先行者廖文奎及廖文毅之姪子廖史豪的介紹下加入戰後台灣島外的第一個台灣獨立運動組織台灣再解放聯盟。
1948年，因參與台獨運動，遭中華民國政府監視並下達逮捕令，邱永漢於12月逃亡至英屬香港，1954年再移居日本，並加入「台灣青年獨立聯盟」。

## 文學創作
邱永漢在台北高校時即創辦詩誌《月來香》，參與台灣文藝家協會，在西川滿主持的文藝雜誌《華麗島》、《文藝台灣》發表作品。其日文詩作〈鳳凰木〉、〈癈港〉，戰後由台灣詩人陳千武翻譯成中文，之後被收錄在陳明台主編的《陳千武譯詩選集》裡。

1954年到日本後，以「邱永漢」為筆名，開始寫起日文小說；同年12月，邱永漢在檀一雄與佐藤春夫幫助下於現代社發表《濁水溪》，並入圍直木獎。
1955年並以描寫因對國民黨政府絕望而亡命至英屬香港之台灣青年為主人翁賴春木及友人（王育德）偷渡後之窘迫生活與心路歷程，寫成「偷渡入境者手記」，在日本『大眾文藝』雜誌上連載，獲得好評。這部作品經修改並加上另一部中篇小說「檢察官王雨新」（一位日治時期通過文官考試並在日本任檢察官的台灣人王雨新，戰後回到台灣擔任檢察官，卻因揭發貪官、得罪污吏而在二二八事件中被迫失蹤的故事，被認為是描寫其同鄉同學王育德的兄長、畢業於東大法學部、戰後回台任檢察官的王育霖，但王育德認為邱以整個王家當成對象寫入小說的做法，再怎麼樣都說不過去了。《王育德自傳暨補記》p200）而成為《香港》一書，榮獲日本文學界重要獎項的直木獎（第34回），成為首位非日本籍人士得到該獎者，讓他成為文藝界名人。
邱永漢說，這是他人生中最大的光榮，可惜那一年同時獲得另一重要獎項芥川賞的石原慎太郎，把所有得獎者的光芒都掩蓋過去。

## 在日臺二地發展
邱永漢移居日本後，起初他投資口香糖失敗賠了不少錢，之後為維繫生活而開始鑽研股市及不動產而並致富，亦因在日本周刊推薦的潛力股讓許多讀者賺到大錢，而贏得「股神」稱號。

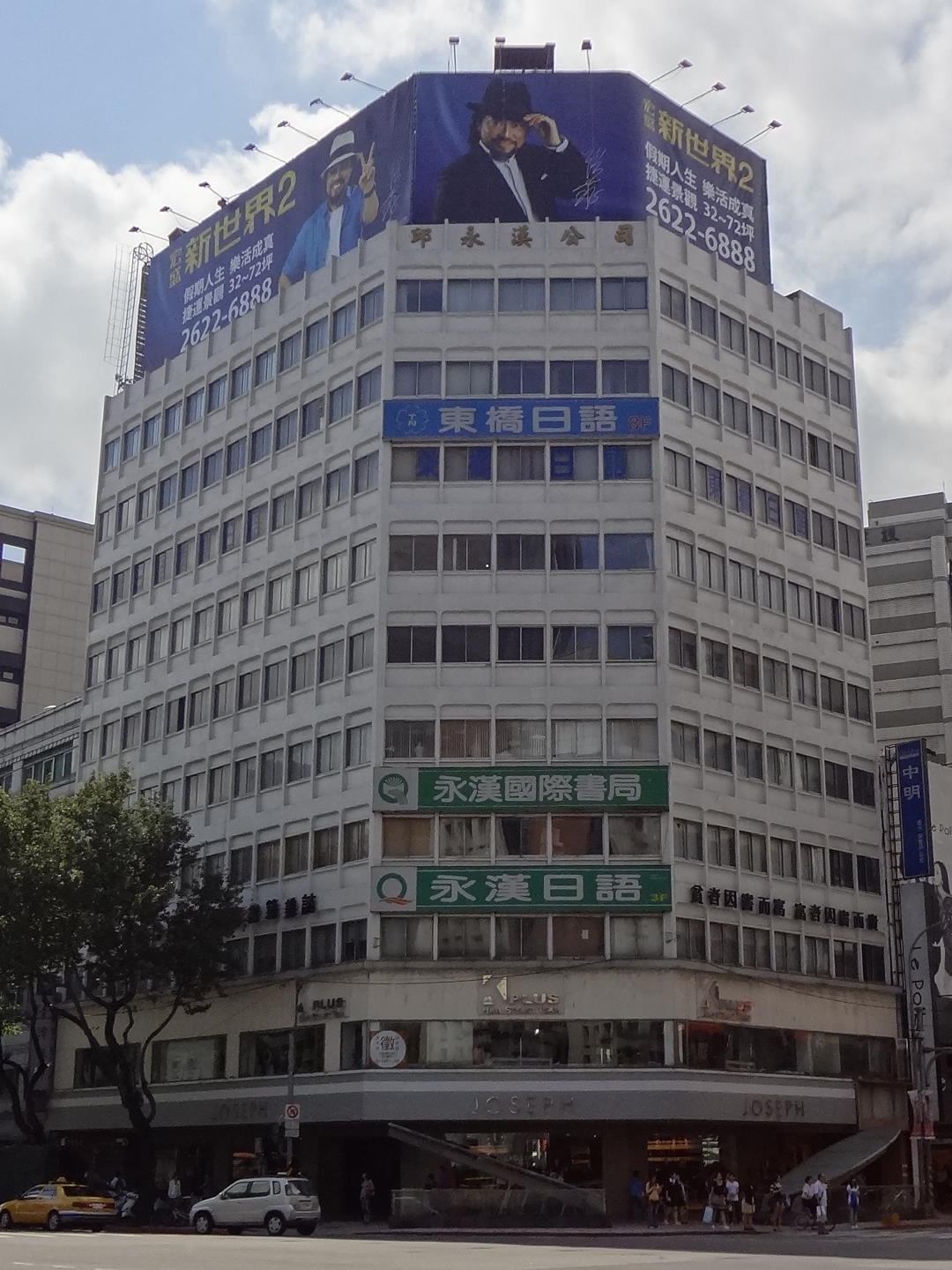
位於臺北市南京中山路口的永漢大樓，又稱「第一邱大樓」。

邱永漢於1972年4月以前臺獨組織幹部、旅日華僑身分響應團結反共號召及慶祝蔣中正連任總統的名義，回台灣投資設廠、協助經濟建設；台北市中山北路上的「永漢大樓」即是該路段最早期興建的大樓，為當年地標。
1974年，他有感於小股東常在資訊不對等下遭坑殺，因而創辦《股市瞭然》雜誌，後改為《財訊月刊》，提供投資人判斷上市公司營運成效資訊，深深影響許多資深投資人，享譽財經界。此外，有鑑於台灣與日本地理位置相近、文化交流頻繁，他於1979年成立以推介日文書報雜誌商品為主的永漢國際書局、以及在1983年11月成立永漢日語補習班。其他事業尚包括桃園市蘆竹區的永漢高爾夫球場。
他也曾於取得日本國籍後的1980年，以無黨籍身分參加日本參議院選舉，未當選。
1990年代，邱永漢焦點轉向中國大陸，希望為「促進台灣、大陸、香港三地攜手繁榮」奉獻心力。
邱永漢在1993年前往香港時搭乘中華航空605號班機，該飛機發生事故衝出跑道，所幸生還。

## 捐贈文物
台南市安平古堡前的一座原安平稅務司公館於二次大戰後改為安平區公所，後再改為市立「永漢民藝館」，陳列邱永漢所收藏捐贈之台灣民俗藝品，該館已改稱熱蘭遮城博物館。

## 主要著作
邱永漢曾發行過上百本暢銷書。
- 《濁水溪》，現代社，1954
- 《香港》，近代生活社，1956
- 「台湾の恩人・八田技師（この人の事を知ってほしい/讓我們來了解他）」, 『文藝春秋』（252-260頁）, 1959
- 《金錢讀本》，中央公論社，1959
- 《邱永漢自選集》，全10卷，德間書店，1971－72
- 《我的賺錢自傳》，永漢出版社，1979
- 《女の国籍》，日本經濟新聞社，1979
- 《わが青春の台湾・わが青春の香港》，中央公論社，1994
- 《我要活到77歲》，允晨文化，1995
- 《1997香港の憂鬱》，小學館，1997
- 《最壞的時代是最好的機會》，財訊，1999
- 《如何成為有錢人》，財訊，2005
- 《賠錢才學會做股票》，財訊，2006